# Chen Kaige
Dans ce nom chinois, le nom de famille, Chen, précède le nom personnel.
Chen Kaige (chinois simplifié : 陈凯歌 ; chinois traditionnel : 陳凱歌 ; pinyin : Chén Kǎigē) est un cinéaste chinois, né en 1952 à Pékin. Il est notamment connu pour Adieu ma concubine, avec lequel il remporte la Palme d'or lors du Festival de Cannes 1993. Kaige est le premier et à ce jour le seul réalisateur chinois à avoir remporté ce prix. Il est considéré comme l'un des chefs de file de la « cinquième génération ».

## Biographie
Chen Kaige naît à Pékin le 12 août 1952. Il est le fils du réalisateur Chen Huaikai et d'une rédactrice littéraire. Il grandit avec le futur réalisateur Tian Zhuangzhuang comme ami d'enfance. Pendant la révolution culturelle, élève du Lycée n° 4 réservé aux enfants des hauts dignitaires, il rejoint les gardes rouges : « Quand les Gardes rouges ont fait leur apparition, j'ai cherché à les rejoindre. Moi, je voulais faire partie du groupe, ne plus être un adolescent solitaire. J'avais peur. Les Gardes rouges ne voulaient pas de moi, car mon père avait fait partie du Guomindang. J'étais le fils d'un ennemi. J'ai appris le « Petit livre rouge » par cœur, comme tout le monde, j'ai participé aux manifestations. Finalement, j'ai été accepté. Puis les Gardes rouges ont fait irruption chez nous et ont contraint ma mère, malade, à rester debout dans un coin pendant quatre heures. Quand on lui a offert une chaise, elle l'a refusée. Je ne l'ai pas défendue, je m'en suis voulu. J'étais déchiré, comment pouvais-je manifester de l'amour à mes parents et, en même temps, être au service du peuple ? En tant que réalisateur, maintenant, j'ai une responsabilité : je dois dire ce que j'ai fait, comment j'ai dénoncé mon père... J'en souffre, et cette souffrance se retrouve dans Adieu ma concubine » . Puis en 1968, il subit les travaux forcés à la campagne et entre peu après dans l'Armée populaire de libération en 1971.
En 1978, il est admis dans la section réalisation de l'université de cinéma de Pékin dont il sort diplômé en 1982. Il travaille alors aux Studios de Pékin comme réalisateur adjoint avant de tourner son premier film en 1984.
La Terre jaune pour lequel il s'inspire de son expérience de soldat communiste est considéré comme l'un des films les plus importants de la 5e génération. La puissance des images, la narration à la fois épique et elliptique influencent profondément le cinéma chinois contemporain. Ce premier film est récompensé aux festivals de Locarno et d'Hawaï.
Il poursuit dans cette veine avec La Grande Parade et Le Roi des enfants qui forment une trilogie informelle avec La Terre jaune. Le Roi des enfants est présenté en sélection officielle à Cannes en 1988. Ces premiers succès valent à Kaige une bourse du Conseil culturel asiatique qui lui permet de partir étudier à la New York University Film School.
En 1991, il réalise le drame ésotérique La Vie sur un fil mais ce n'est qu'en 1993 avec Adieu ma concubine qu'il est révélé à l'Occident. Le film qui traite d'une amitié ambigüe entre deux élèves de l'Opéra de Pékin de 1920 à 1970, prend l'histoire récente de la Chine pour toile de fond : de l'occupation japonaise à la Révolution culturelle, en passant par la proclamation de la République populaire. Pour cette fresque d'une grande puissance visuelle, Kaige reçoit la Palme d'or au Festival de Cannes en 1993 (ex æquo avec La Leçon de piano de Jane Campion). Le film est également nommé au César et à l'Oscar du meilleur film étranger l'année suivante. Il permet de révéler la comédienne Gong Li au monde entier et d'en faire une star internationale. Chen Kaige reprend le couple Gong Li / Leslie Cheung pour son film suivant Temptress Moon qui est également un drame historique.
En 1999, il se tourne vers les légendes épiques avec L'Empereur et l'Assassin. En 2002, il tourne son premier film en anglais Feu de glace qui ne rencontre pas le succès critique et public escompté.
En 2002, il sort un drame intimiste, L'Enfant au violon puis il revient trois ans plus tard au film à grand spectacle inspiré des légendes et de l'histoire chinoises avec Wu ji, la légende des cavaliers du vent.
Chen Kaige est également acteur, et a ainsi joué dans Le Dernier Empereur (1987) et dans ses propres films comme L'Empereur et l'Assassin et L'Enfant au violon.
Il a deux enfants avec sa femme dont l'un (Chen Feiyu) qui est acteur également.
Il est considéré comme l'un des chefs de file de la « cinquième génération » (avec d'autres réalisateurs comme Zhang Yimou et Tian Zhuangzhuang), courant cinématographique datant des années 1980 qui regroupe des cinéastes chinois ayant étudié le cinéma après la Révolution culturelle et qui, inspirés par le cinéma d'auteur français, osent traiter pour la première fois de l'héritage communiste de manière critique tout en revendiquant une certaine liberté dans leur création.

## Filmographie
- 1984 : La Terre jaune (chinois : 黄土地 ; pinyin : huáng tǔdì)
- 1986 : La Grande Parade (chinois : 大阅兵 ; pinyin : dà yuèbīng)
- 1987 : Le Roi des enfants (chinois : 孩子王 ; pinyin : háizi wáng)
- 1991 : La Vie sur un fil (chinois : 边走边唱 ; pinyin : biān zǒu biān chàng)
- 1993 : Adieu ma concubine (chinois : 霸王别姬 ; pinyin : bàwáng bié jī)
- 1996 : Temptress Moon (chinois : 风月 ; pinyin : fēngyuè)
- 1999 : L'Empereur et l'Assassin (chinois : 荆柯刺秦王 ; pinyin : jīng kē cì qín wáng)
- 2002 : Feu de glace (titre original : Killing Me Softly)
- 2002 : Ten Minutes Older: The Trumpet (segment 100 Flowers Hidden Deep) (chinois : 十分钟年华老去——百花深处 ; pinyin : shí fēnzhōng niánhuá lǎo qù — bǎihuā shēnchù)
- 2002 : L'Enfant au violon chinois : 和你在一起 ; pinyin : hé nǐ zài yīqǐ)
- 2005 : Wu ji, la légende des cavaliers du vent (chinois : 无极 ; pinyin : wújí)
- 2008 : Forever Enthralled (chinois : 梅兰芳 ; pinyin : Méi Lánfāng)
- 2010 : Sacrifice (chinois : 赵氏孤儿 ; pinyin : Zhàoshì gū'ér)
- 2012 : Caught in the Web (chinois : 搜索 ; pinyin : sōusuǒ ; litt. « Faire des fouilles »)
- 2015 : Monk Comes Down the Mountain (chinois : 道士下山 ; pinyin : Dàoshi xiàshān)
- 2017 : Legend of the Demon Cat (chinois : 妖猫传 ; pinyin : Yāo Māo Zhuàn)
- 2019 : My People, My Country (chinois : 我和我的祖国 ; pinyin : Wo he wo de zu guo)
- 2021 : La Bataille du lac Changjin (co-réalisé avec Tsui Hark et Dante Lam)
- 2022 : La Bataille du lac Changjin 2 (co-réalisé avec Tsui Hark et Dante Lam)

### Clips
- 1989 : Do You Believe In Shame? de Duran Duran

## Distinctions
- 1993 : Palme d'or au 46e Festival de Cannes pour Adieu ma concubine.
- 2002 : Coquille d'argent du meilleur réalisateur au 50e Festival de Saint-Sébastien pour L'Enfant au violon